# Пшонка Артем Вікторович
Пшо́нка Арте́м Ві́кторович (нар. 19 березня 1976, Краматорськ, Донецька область, Українська РСР, СРСР) — український проросійський політик, народний депутат України, член Партії регіонів, громадянин Росії.
У розшуку Службою безпеки України з 15.02.2015 року. Син колишнього генпрокурора України Віктора Пшонки.

## Освіта
У 1999 — Донецький державний університет, спеціальність — «Правознавство»
У 2006 — Національна юридична академія України ім. Ярослава Мудрого. Захистив кандидатську дисертацію «Дисциплінарна відповідальність прокурорів»

## Кар'єра
У 1998—2005 — стажист, помічник, старший помічник, заступник прокурора м. Краматорська. липень 2005-квітень 2006 — старший помічник прокурора Кіровського району м. Донецька
Народний депутат України 5-го скликання квітень 2006-листопад 2007 від Партії регіонів, № 128 в списку. На час виборів: старший помічник прокурора Кіровського району м. Донецька, безпартійний. Член Комітету з питань боротьби з організованою злочинністю і корупцією (з липня 2006), голова підкомітету з питань контролю за виконанням законів уповноваженими державою органами на боротьбу з організованою злочинністю і корупцією, член фракції Партії регіонів (з травня 2006)
Народний депутат України 6-го скликання з листопада 2007 від Партії регіонів, № 149 в списку. На час виборів: народний депутат України, член ПР, член фракції Партії регіонів (з листопада 2007)
На парламентських виборах 2012 висунутий кандидатом у депутати Верховної Ради України від Партії регіонів по одномандатному мажоритарному виборчому округу № 81. За результатами голосування отримав перемогу набравши 65,44 % голосів виборців

## Державні нагороди
- Орден «За заслуги» II ст. (24 серпня 2013) — за значний особистий внесок у державне будівництво, соціально-економічний, науково-технічний, культурно-освітній розвиток України, вагомі трудові здобутки та високий професіоналізм[6]
- Орден «За заслуги» III ст. (24 серпня 2012) — за значний особистий внесок у соціально-економічний, науково-технічний, культурно-освітній розвиток Української держави, вагомі трудові здобутки, багаторічну сумлінну працю та з нагоди 21-ї річниці незалежності України[7]

## Сім'я
- Дружина — Ольга Миколаївна (1977 р.н.) — домогосподарка; донька — Марія (1998 р.н.)
- Мати — Пшонка Ольга Геннадіївна — кандидат економічних наук, перший віце-президент Донецької торгово-промислової палати.
- Батько — Віктор Пшонка — Генеральний прокурор України (2010—2014).

## Санкції

Країни, в яких Артем Пшонка потрапив під санкції

5 березня 2015 року Рада ЄС ухвалила блокування коштів Януковича, його синів Олександра і Віктора, екс-прем'єра Миколи Азарова і його сина Олексія, братів Андрія і Сергія Клюєвих, екс-генпрокурора Віктора Пшонки та його сина Артема, бізнесмена Сергія Курченка — загалом 17 осіб з числа колишніх урядовців та наближених до екс-президента Януковича, які підозрюються в незаконному використанні бюджетних коштів.
4 березня 2016 року Рада Європейського Союзу продовжила «заморожування» активів 16 колишніх українських високопоставлених чиновників і осіб з їхнього оточення до березня 2017 року. Санкції також стосувалися Артема Пшонки.
У червні 2024 року Канада ввела економічні санкції проти соратників Януковича, зокрема, проти Артема Пшонки.

## Переслідування
17 липня 2015 року Служба безпеки України оголосила в розшук сина колишнього генерального прокурора України Віктора Пшонки, колишнього депутата Верховної Ради України від Партії регіонів Артема Пшонку. Артем Пшонка підозрюється в скоєнні злочину, передбаченого ч. 5 ст. 191 Кримінального кодексу України (присвоєння, розтрата або заволодіння майном шляхом зловживання службовим становищем).
20 квітня 2016 року Інтерпол повідомив про відмову оголосити в міжнародний розшук колишнього депутата Верховної Ради України від Партії регіонів Артема Пшонку.